# Corona (nome)
Corona  è un nome proprio di persona italiano femminile.

## Varianti in altre lingue
- Catalano: Corona[4]
- Latino: Corona[1][3]
- Spagnolo: Corona[3][4]
- Yiddish: קריינע (Kreine)[3]
  - Diminutivi: קריינדל (Kreindel)[3]

## Origine e diffusione
Continua un gentilizio e poi nome personale latino, che è semplicemente tratto dal sostantivo corona (di identico significato in italiano), un prestito dal greco antico κορώνη (korṓnē); in ambito cristiano fa riferimento nello specifico alla corona del martirio. 
La sua diffusione in Italia è dovuta al culto verso i santi martiri Vittore e Corona, patroni di Feltre e di Monte Romano; gode comunque di scarsa diffusione, e negli anni 1970 se ne contavano circa 400 occorrenze, sparse su tutto il territorio nazionale.

## Onomastico
L'onomastico si festeggiare il 14 maggio, in memoria di santa Corona, martire in Sirio assieme a san Vittore sotto Antonino Pio. Con questo nome si ricordano anche una martire a Marsiglia (21 luglio) e una beata monaca benedettina presso Elche (24 aprile).

## Persone
- Corona Riccardo, attrice teatrale italiana naturalizzata statunitense